# Sergio Rico
Sergio Rico González (Sevilla, 1. rujna 1993.) španjolski je profesionalni nogometaš, na poziciji vratara igra za katarski klub Al-Gharafa.
Sa Sevillom je dva puta osvojio Europsku ligu. Rico je za španjolsku reprezentaciju debitirao 2016., te je uvršten među 23 španjolska putnika na EURO 2016.

## Trofeji
- Sevilla
  - UEFA Europska liga: 2014./15., 2015./16.